# Chronologie des faits économiques et sociaux dans les années 1650
Chronologie de l'économie
Années 1640 - Années 1650 - Années 1660

## Événements
- 1646-1650 : chute brutale des arrivées de métaux précieux du Nouveau Monde vers l'Espagne, qui passe de 31 millions de piastres en 1606-1610 à 12 millions de pesos en 1646-1650[1] et provoque une « Disette monétaire » en Europe[2] (1650-1730). De 4 millions de piastres par an vers 1650, l'importation des métaux précieux passe à 1,1 million à partir de 1660). 45 tonnes d’équivalent argent sont envoyées d’Amérique vers l’Espagne en 1650.

- 1647-1652 : épidémie de peste en Espagne[3].
- 1649 : Dantzig exporte 249 520 tonnes de céréales[4] (40 000 tonnes en 1740).
- 1649 et 1652 :
  - mauvaises récoltes en Scandinavie[5].
  - mauvaises récoltes de grains en France. Disettes et épidémies[6]. La population rurale diminue[7].
- 1650 :
  - grève des transporteurs du sel de New York. Ils sont traduits en justice[8].
  - les Néerlandais contrôlent 80 % du commerce de la laine espagnole. Les échanges avec la France (vin de Bordeaux notamment) dépassent 36 millions de livres[9].
- Vers 1650 :
  - en Bohême, face au défaut de main-d'œuvre (-55%), les déplacements des paysans sont interdits et les corvées atteignent 150 journées par an[10].
  - l’État suédois, appauvri par les guerres, se trouve dans l’obligation d’aliéner les terres de la couronne qui passent à la noblesse. Les propriétés de la noblesse suédoise s’étendent alors sur 72 % des terres (22 % en 1550, 30 % en 1700)[11]. Le Danemark, le mouvement de concentration des terres se poursuit. La noblesse danoise possède 44 % des terres au milieu du XVIIe siècle, contre 75 % à la fin du XVIIIe siècle[12].
- Après 1650 :
  - plus de 200 000 luthériens sont expulsés de Bohême[13].
  - la baisse de la natalité en Angleterre provoque une augmentation des salaires réels[14],[15]. Les progrès techniques agricoles entraînent une amélioration du rendement. Un élargissement du marché économique s’amorce. Le commerce de détail se développe rapidement.
- 1650-1670 : 7500 esclaves noirs par an en moyenne entrent au Brésil[16].
- 1650-1700 : les agricultures anglaises et hollandaises franchissent les seuils de rendement qui marquent le passage à une agriculture intensive (abandon de la jachère, assolements, amendements, engrais obtenus par l’augmentation de l’élevage, remembrements)[17].
- 1651 - 1686 : radoucissement du climat et vendanges précoces ou moyenne en France, excepté 1672-1675[18].
- 1652-1653 : peste dans le Sud-Ouest de la France[19]. Pic de hausse des prix.
- 1652 : 
  - nouvelles Plantations (installation de colons écossais et anglais) en Ulster[20]. La peste, qui réapparait en 1650 et la famine de 1653 font plus de victimes que la guerre en Irlande[21]. La population irlandaise a perdu environ six cent mille habitants entre 1641 et 1652[22].
  - ouverture du premier café d'Angleterre à Londres par Pasqua Rosee, un jeune arménien au service du marchand anglais de la Compagnie du Levant Daniel Edwards qui commerce avec Smyrne en Turquie[23].

- 1656 : 
  - fondation de la banque de Stockholm par Johan Palmstruch ; la Suède connait alors une crise monétaire e  due à l’adoption du cuivre comme étalon monétaire (les pièces deviennent énormes)[24].
  - crise monétaire en Russie. Le gouvernement décide de frapper des roubles de cuivre pour remplacer, avec un cours égal, les roubles d’argent (5 millions de roubles de cuivre frappés en 5 ans)[25].
  - épidémie de variole en Amérique du Nord : Un Hollandais parcourant la Nouvelle-Néerlande rapporte en 1656 que les Indiens affirment qu’avant l’arrivée des chrétiens et avant que la variole ne se propage chez eux, ils étaient dix fois plus nombreux. Les Indiens Wampanoag de Martha's Vineyard, épargnés par la guerre, qui étaient peut-être trois mille à l’arrivée des Anglais en 1642, ne seront plus que 313 en 1764. Ceux de Block Island, qui sont de 1200 à 1500 en 1662, ne seront plus que 51 en 1774[26].
  - édit royal établissant l'Hôpital général de Paris ; plus de six mille mendiants y sont regroupés dans le but de les mettre au travail. Des hôpitaux généraux sont créés dans la plupart des grandes villes de France, dans le cadre de la politique du « Grand Renfermement » des pauvres[27].
  - ouverture d'une manufacture de bas de soie au château de Madrid à Neuilly[28] ; la fabrication de bas de soie au métier se développe  à Paris, en Île-de-France, à Lyon et Nîmes jusqu’en 1690.

- 1656-1657 : peste en Italie. Naples, qui compte 300 000 habitant au début du siècle, perd la moitié de sa population, gênes et la Ligurie 20%, Rome 17%[29]. Lente remontée démographique en Italie après la peste (explosion des mariages, reprise de la natalité). Les régions de latifundia (Pouilles, Latium du Nord, Maremme toscane) à forte natalité comblent leurs pertes en 30-40 ans, les régions de petites propriétés (Campanie) plus lentement.
- 1657-1658 : le déficit budgétaire en Angleterre atteint 400 000 £ (1,9 million de £ de recettes pour 2,3 million de £ de dépenses)[30].

## Démographie
- 1650-1800 : essor des villes portuaires européennes de la façade Atlantique. La population d'Amsterdam passe de 104 932 en 1622 à 217 024 habitants en 1795. La population de Londres quintuple entre 1614 et 1674 de 105 131 à 569 531. Celle de Hambourg de 40 000 vers 1590 à 90 000 vers 1750, celle de Copenhague de 15 000 en 1630 à 50 000 en 1710 et 101 000 en 1801[31].
- Vers 1650-1660 : l’Italie compte 11,5 millions d’habitants. La Plaine du Pô a perdu plus de 22 % de sa population depuis 1600. Les pestes ont ponctionné de 10 à 15 % de la population. Les villes plutôt que les campagnes semblent avoir davantage souffert, notamment à Venise.
- Vers 1650 : 
  - deux millions d’habitants aux Provinces-Unies. Amsterdam avoisine les 150 000 habitants.
  - Potosí compte 160 000 habitants.
  - Constantinople compte de 7 à 800 000 habitants.
- 1655 : 930 000 habitants en Bohême.
- 1659 : 300 000 émigrants portugais au Brésil depuis 1580.

- Au milieu du siècle, Alger compte 150 000 habitants, dont 15 000 vieux Algérois, 40 000 renégats, 25 000 Morisques, 10 000 Levantins, 5 000 Turcs, de 5 000 à 6 000 Juifs, 3 000 Noirs et plus de 35 000 esclaves chrétiens. On y parle le turc, l’arabe, le berbère et la « lingua franca », formée du mélange de plusieurs langues.